# Schloßstraße 2 (Thundorf in Unterfranken)

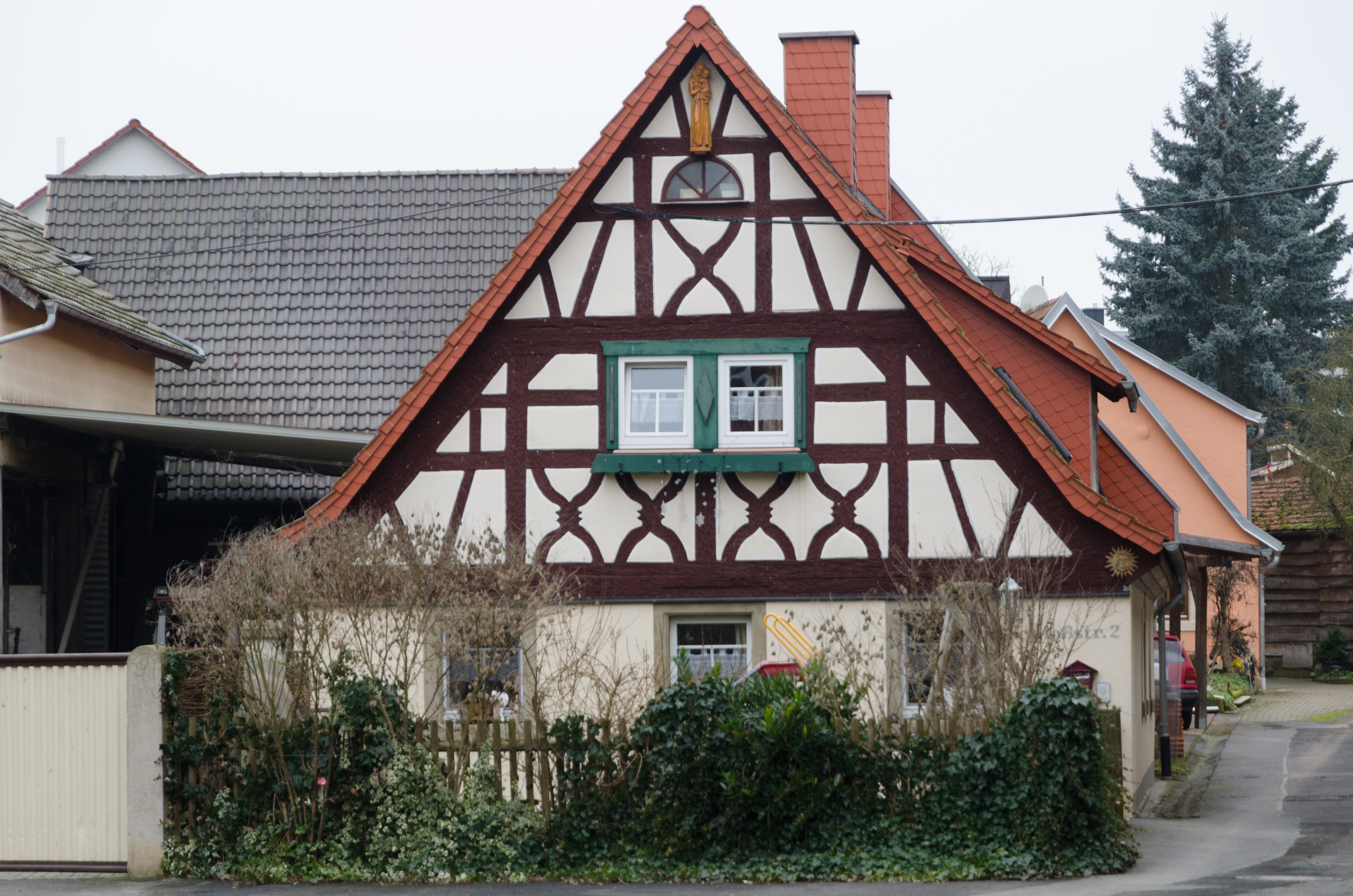
Schloßstraße 2 in Thundorf in Unterfranken

Das Gebäude in der Schloßstraße 2 in der bayerischen Gemeinde Thundorf in Unterfranken im Landkreis Bad Kissingen gehört zu den Thundorfer Baudenkmälern und ist unter der Nummer D-6-72-157-11 in der Bayerischen Denkmalliste registriert.

## Geschichte
Das Anwesen entstand etwa im 18. bis Mitte des 19. Jahrhunderts als eingeschossiger Satteldachbau mit massivem Erdgeschoss und Fachwerkobergeschoss. Die bis 1800 üblichen geschwungenen, doppelten Andreaskreuze deuten auf das 18. Jahrhundert als Entstehungszeit des Giebels hin.
Ab dem 19. Jahrhundert war es in Besitz der Familie Braun, einer der ältesten Familie des Ortes, die sich in alten Kirchenrechnungen mit dem Beruf des Zimmermeisters in Zusammenhang bringen lässt. Bis zum Jahr 1915 befand sich vor dem Haus ein Brunnen. Das Fachwerk des Erdgeschosses wurde im Jahr 1925 durch Backsteinmauerwerk ersetzt. Die vorher verputzten Fachwerkgiebel wurden erst im Jahr 1963 freigelegt. Die beiden am Dach befindlichen Schleppgauben wurden wahrscheinlich erst nachträglich angebracht.